# Castello delle Stinche
Il castello delle Stinche era un presidio militare situato ne i pressi di Lamole, nel comune di Greve in Chianti.
Il castello apparteneva alla famiglia dei Cavalcanti e divenne celebre per un fatto d'armi li accaduto all'inizio del XIV secolo.
Nel 1304 i Cavalcanti, appartenenti alla fazione Ghibellina, si ribellarono insieme ad altre famiglie, all'autorità del comune di Firenze e posero il loro quartier generale nel castello. Il 5 agosto del 1304 Firenze vi inviò un contingente militare per riportare l'ordine. Preso in assedio, i fiorentini lo conquistarono e lo rasero al suolo.
I difensori del castello, tutti appartenenti ai Bianchi e ai ghibellini, furono fatti prigionieri e una volta condotti a Firenze, vennero rinchiusi nelle nuove carceri costruite dal comune sui terreni degli Uberti, carceri che da quest'episodio presero il nome: Carcere delle Stinche.
In seguito il castello venne riedificato e nuovamente abitato, come riferisce Domenico Buoninsegni nelle sue Storie Fiorentine. Si racconta che  nell'agosto del 1452 l'esercito del re di Napoli Alfonso d'Aragona era accampato a Castellina in Chianti e fece tutta una serie di scorrerie nel contado fiorentino. Occuparono infatti Pietraffitta, Grignano e poi la fortezza delle Stinche e tra pochi giorni l'arsono .